# Martin Couney
Martin Arthur Couney (mogelijk Krotoszyn, mogelijk 30 december 1869 - 1 maart 1950) was een Duits-Joodse ondernemer die in de Verenigde Staten van begin 1900 bekend werd onder de naam 'de couveusearts', hoewel hij geen medische studie had volbracht. Hij was zeer belangrijk in de opkomst van de couveuse in de Verenigde Staten en zou naar (eigen) schatting zo'n 6500 vroeggeboren kindjes het leven redden, een aanzienlijk aantal van de 8000 kinderen die ouders naar hem brachten. Hij was echter ook controversieel; hij stelde de couveuses - met prematuur geboren kinderen erin - ten toon om de zorg te bekostigen. Dit zou hij het grootste deel van zijn carrière op Coney Island doen. Ook de eugenetische beweging die in deze tijd actief was, keek met argwaan naar zijn bezigheden.

## Context
In de periode waarin Couney actief was, kwam de eugenetica op. Halverwege de 19e eeuw had Charles Darwin zijn evolutietheorie uiteen gezet in De oorsprong der soorten (1859). Hoewel zijn ideeën in eerste instantie nog niet zo geaccepteerd waren, was er ook een beweging opgekomen die zich bezig was gaan houden met het toepassen van de evolutietheorie op mensen, iets wat Darwin zelf altijd nadrukkelijk afgewezen had. Zij meenden dat sommige mensen het menselijk 'ras' konden versterken en anderen het juist verzwakten. Aanhangers van dit sociaal darwinisme meenden dat het menselijk 'ras' sterk gehouden moest worden. Dit moest plaatsvinden door de 'betere' mensen aan te moedigen zich voor te planten en de 'zwakkeren' aan te moedigen dat juist niet te doen. Prematuur geboren kinderen werden in de categorie van zwakkeren ingedeeld en werden door artsen veelal niet verder behandeld. Dit zou alleen maar de mensheid als geheel verzwakken. Veel artsen besloten deze kinderen dus te laten sterven, ondanks de couveuses die al enige tijd in Frankrijk bestonden.

## Jeugd
In deze context opereerde Couney. Veel over zijn leven voor hij naar de Verenigde Staten kwam, is onbekend. Hij kwam uit Europa, was Joods en waarschijnlijk ook Duits en reisde veel rond op het continent. Hierdoor zijn de bronnen karig. Hij was wellicht geboren in Duitsland, meer specifiek Berlijn hoewel zijn geboortestreek ook wel als de Elzas of Polen, meer specifiek Wrocław, wordt aangeduid. Journaliste Claire Prentice meent in archieven terug te hebben gevonden dat hij in Krotoszyn geboren was op 30 december 1869. Mogelijk was dit onder de meer als Joods herkenbare naam Michael Cohen.
Couney beweerde betrokken te zijn bij couveuses in Europa, deze zelfs uitgevonden te hebben, beweerde arts te zijn en beweerde opgeleid te zijn door Pierre-Constant Budin, een Franse gynaecoloog. Er zijn geen aanwijzingen dat Couney enige medische opleiding ondergaan had of Budin kende. Ook de tentoonstellingen van couveuses die hij zou hebben geleid en de couveuses die hij zou hebben uitgevonden lijken een verzinsel te zijn.
Couney beweerde in 1888 naar de Verenigde Staten te zijn vertrokken. Hij zou rond 1900 het staatsburgerschap verkrijgen en zich mogelijk in 1903 pas permanent in Amerika vestigen. In 1905 veranderde hij waarschijnlijk zijn naam naar de naam waaronder hij bekend is geworden.

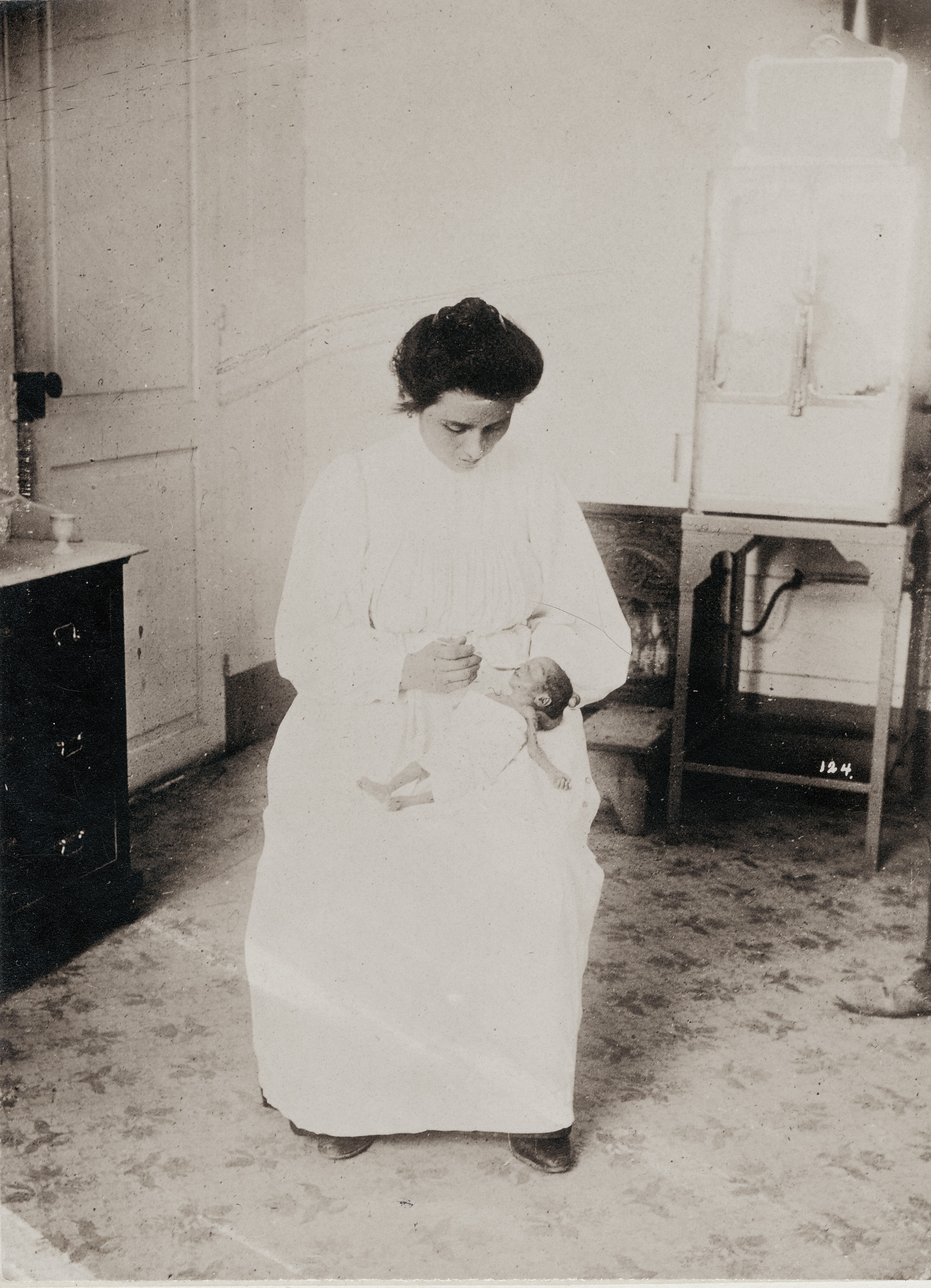
Verpleegkundige voedt een prematuur geboren kindje (1904)

## Coney Island
Couney stelde na zijn vestiging in Amerika zijn couveuses op Coney Island, meer specifiek op Dreamland (1904-1911, toen het afbrandde) en Lunar Park (1903-1945). Deze pretparken, die in het geval van Couney veel weg hadden van een freakshow, trokken per dag duizenden mensen aan. Couney besloot deze gasten te laten betalen om een glimp op de mogen vangen van de couveusekinderen. Hij betaalde hiervan artsen, verpleegkundigen en zoogsters die de kinderen voedden. Couney geloofde zo in het concept, dat hij zijn eigen dochter, Hildegard, die te vroeg geboren was, ook in de couveuses liet opnemen.
Hoewel een aantal artsen het gebruik van de couveuse - en wellicht vooral het tentoonstellen van de kinderen - afwees, zou Julian Hess, een arts uit de omgeving, met Couney bevriend raken. Ze zouden naar de Wereldtentoonstelling van 1933 in Chicago gaan om daar ter plekke kinderen in couveuses te tonen. Ook waren er gaandeweg artsen die kinderen doorverwezen naar Couney, een stilzwijgend instemmen in zijn werkwijze.
Tegen het einde van zijn leven bracht het tentoonstellen van couveusekindjes steeds minder op; deze zorg was meer alledaags geworden en was het niet langer waard om entree te betalen. In 1939 zou hij naar de New Yorkse Wereldtentoonstelling gaan. Het was het eerste maal dat hij niet uit de kosten zou komen. In 1945 sloot ook zijn hospitaal in Lunar Park. Hij overleed vijf jaar later, op 1 maart 1950. Zijn echtgenote, Annabelle May, was hem toen al 14 jaar ontvallen.
- Library of Congress Control Number: no2018100188
- Virtual International Authority File: 1496153363080937520003
- WorldCat: E39PBJrwWfv8mw8CqcgmHyrKBP